# Sertularella sinensis
Sertularella sinensis är en nässeldjursart som beskrevs av Jäderholm 1896. Sertularella sinensis ingår i släktet Sertularella och familjen Sertulariidae. Inga underarter finns listade i Catalogue of Life.